# Pré-Alpes

Os Pré-Alpes franceses, em cor-de-tijolo

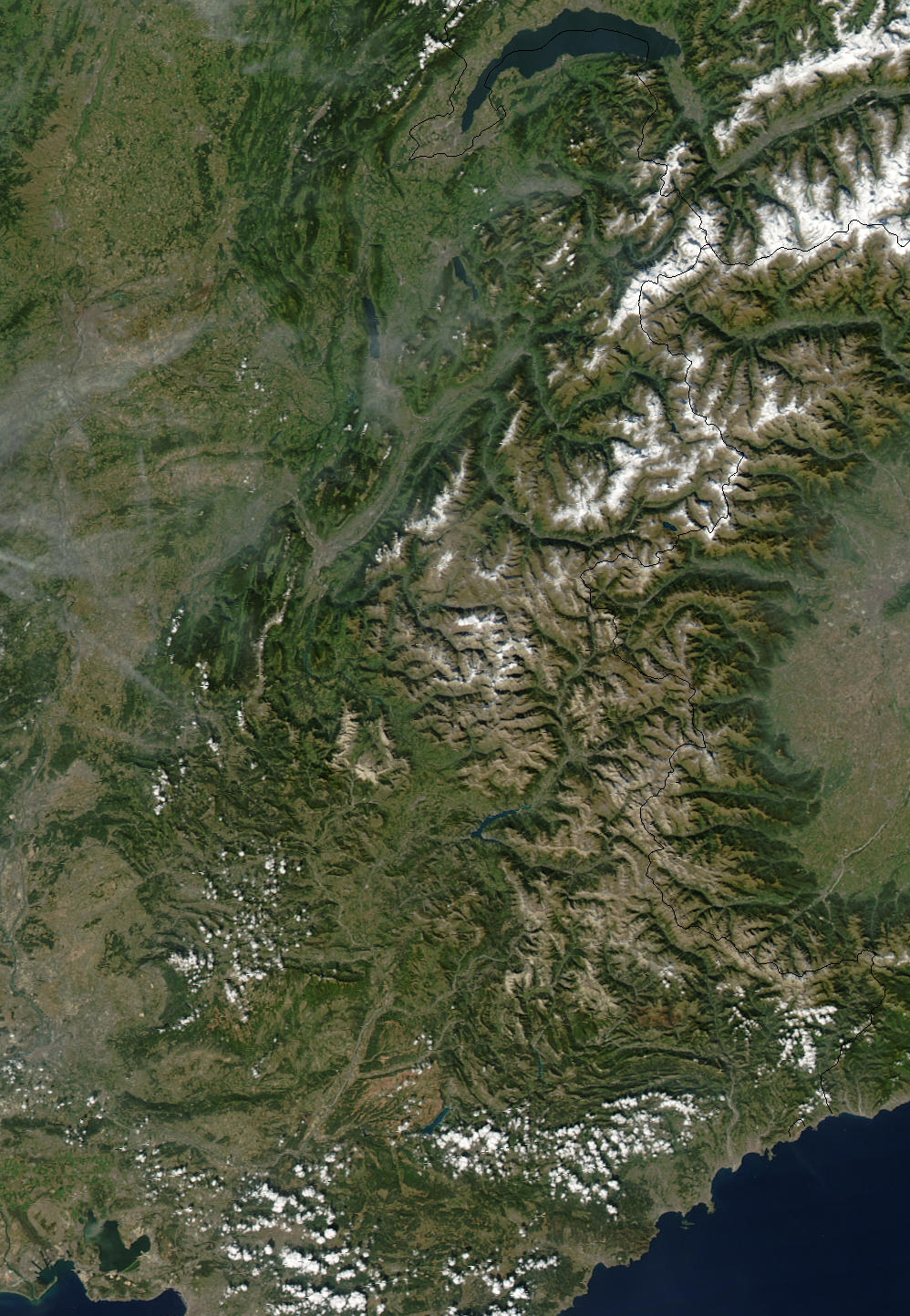
Os Pré-Alpes (a Sul, com o Mediterrâneo) e os Alpes (a Norte, com Lago Lemano).

Os Pré-Alpes é o conjunto do maciço montanhoso, essencialmente calcário, que constitui as beiras ocidentais e setentrionais,  os  Alpes Ocidentais,  dos Alpes centrais, e que devido à sua  posição periférica também é conhecido  por  domínio subalpino. 

## Grupos
Os  Pré-Alpes estendem-se em arco na Europa, contornando os Alpes pelo lado ocidental e começando na  Eslovênia descem passando  na   Alemanha, na  Áustria, na  Suíça ,  na  França para terminar na   Itália, com as seguintes designações.
Na   Eslovênia  os Pré-Alpes Eslovénios
Na   Áustria   os Pré-Alpes Austríacos
Na   Alemanha   os Pré-Alpes Bávaros.
Na   Suíça   os Pré-Alpes Suíços
Na  França, de Norte para Sul, estão reunidos no: 
- grupo dos Pré-Alpes da Saboia com
  - Maciço do Chablais, Maciço do Giffre, Maciço des Bornes, Cordilheira des Aravis, Maciço des Bauges, Maciço da Chartreuse
- grupo dos Pré-Alpes do Dauphiné com
  - Maciço do Vercors, Maciço do Diois, Maciço do Dévoluy
- grupo dos Alpes de Provença com
  - Pré-Alpes de Digne, Pré-Alpes de Castellane
- grupo dos Pré-Alpes da Provença com
  - Montes de Vaucluse, Maciço do Luberon
- e os Pré-Alpes de Nice.

Na   Itália    os Pré-Alpes Italianos

## Lado Italiano
No flanco interior da cadeia, logo o lado italiano, a identificação de um arco Pré-Alpes é mais difícil (Alpes de Bergamo) e mesmo mais discutível geologicamente.

## Pré e Grandes Alpes
O contacto entre Pré-Alpes e Grandes Alpes é geralmente marcado por um grande sulco. Com uma altura inferior (3 000 m) aos Grandes Alpes, o Pré-Alpes diferenciam-se igualmente por uma litologia sedimentar. 
Primeiro obstáculo á circulação atmosférica de Oeste, os Pré-Alpes são mais húmidos e  mais nevados que os Alpes Centrais, mesmo se há particularidades regionais notáveis
Economicamente os Pré–Alpes são o domínio da floresta, da erva e logo do criação de gado. 